# 照る日くもる日
『照る日くもる日』（てるひくもるひ）は、大佛次郎による日本の小説、または同作を原作とした1926年（大正15年）製作・公開、3社競作の日本の長篇劇映画、および1940年（昭和15年）、1954年（昭和29年）、1960年（昭和35年）の日本のリメイク映画である。小説の初出は『大阪朝日新聞』での1926年（大正15年） - 1927年（昭和2年）での連載であり、大佛次郎にとって初の新聞小説であった。

## 略歴・概要
1926年（大正15年）、『大阪朝日新聞』での連載を開始し、小田富弥が挿絵を描いた。同作には映画化が殺到し、同年中に、マキノ・プロダクション、衣笠貞之助の衣笠映画聯盟（配給松竹キネマ）、日活大将軍撮影所（配給日活）の3社が競作することになった。もっとも早く公開されたのがマキノ版で、同年11月7日、松竹版が同年11月11日、日活版が同年11月15日の公開であった。

## マキノ版

### スタッフ・作品データ
- 総指揮 : マキノ省三
- 監督 : 第一篇・第二篇 二川文太郎 / 第三篇 中島宝三 / 第四篇 人見吉之助
- 原作 : 大佛次郎
- 脚色 : 並木狂太郎
- 撮影 : 第一篇・第二篇 石本秀雄 / 第三篇・第四篇 田中十三
- 製作 : マキノ・プロダクション御室撮影所
- 上映時間（巻数） : 第一篇 6巻 / 第二篇 8巻 / 第三篇 8巻 / 第四篇 不明
- フォーマット : 白黒映画 - スタンダードサイズ（1.33:1） - サイレント映画
- 公開日 :  日本 第一篇 1926年11月7日 / 第二篇 1926年11月26日 / 第三篇 1926年12月15日 / 第四篇 1927年4月7日
- 配給 :  マキノキネマ
- 初回興行 : 第一篇・第二篇・第三篇 浅草・千代田館 / 第四篇 京都・マキノキネマ

### キャスト
- 若松文男 - 細木新之丞 （第一篇・第二篇）
- 大谷友三郎 - 伜年尾 （細木年尾、全篇出演、第三篇・第四篇主演）
- 関根達発 - 岩見鬼堂 （第一篇・第二篇）
- 河上君栄 - 娘お妙
- 隅田ます江 - 老女お六 （第一篇・第二篇）
- 岩城秀哉 - 馬瀬源七 （第一篇・第二篇・第三篇）
- 市川小文治 - 加納八郎
- 鈴木澄子 - 白峰のお銀
- 柳妻麗三郎 - 猿の源次
- 荒木忍 - 釜無の仁三
- 松浦月枝 - 辰巳芸者、鶴屋のお林（二役）
- 武井龍三 - 武蔵屋六兵衛
- 中根龍太郎 - 白雲堂浪人
- 市川小莚次 - 大庭要蔵 （第三篇・第四篇）
- 小島陽三 - 加納節哉 （第三篇・第四篇）

## 松竹版

### スタッフ・作品データ
- 監督 : 衣笠貞之助
- 原作 : 大佛次郎
- 脚本 : 犬塚稔
- 撮影 : 杉山公平
- 製作 : 衣笠映画聯盟
- 上映時間（巻数） : 第一篇 7巻 / 第二篇 7巻
- フォーマット : 白黒映画 - スタンダードサイズ（1.33:1） - サイレント映画
- 公開日 :  日本 第一篇 1926年11月11日 / 第二篇 1926年12月11日
- 配給 :  松竹キネマ
- 初回興行 : 第一篇 帝京座 / 第二篇 大阪・朝日座

### キャスト
第一篇
- 関操 - 岩見鬼堂
- 岡島艶子 - 娘妙
- 相馬一平 - 細木新之丞
- 阿坂草之介 - 細木年尾
- 千代田綾子 - 女賊お銀
- 坪井哲 - 白雲堂
- 秋田謙太郎 - 加納八郎

第二篇
- 秋田謙太郎 - 加納八郎
- 小沢茗一郎 - 息節哉
- 阿久津康夫 - 大庭
- 坪井哲 - 白雲堂
- 阿坂草之介 - 細井年尾
- 石田治兵衛 - 大田七介
- 村田宏 - 馬瀬源七
- 近松英三郎 - 武蔵屋六兵衛
- 千代田綾子 - 白峯お銀
- 南圭介 - 猿の銀次
- 高松恭助 - 釜無の仁三
- 小川雪子 - 鶴屋のお林
- 岡島艶子 - 岩村お妙
- 中川芳江 - お才

## 日活版

### スタッフ・作品データ
- 監督 : 高橋寿康
- 原作 : 大佛次郎
- 脚本 : 松本常夫
- 撮影 : 第一篇 井隼英一 / 第二篇・第四篇・最終篇 渡会六蔵 / 第三篇 山口昌友
- 製作 : 日活大将軍撮影所
- 上映時間（巻数） : 第一篇 6巻 / 第二篇 6巻 / 第三篇 6巻 / 第四篇 6巻 / 最終篇 7巻
- フォーマット : 白黒映画 - スタンダードサイズ（1.33:1） - サイレント映画
- 公開日 :  日本 第一篇 1926年11月15日 / 第二篇 1927年1月8日 / 第三篇 1927年3月1日 / 第四篇 1927年6月5日 / 最終篇 1927年7月1日
- 配給 :  日活

### キャスト
- 嵐璃左衛門 - 岩見鬼堂
- 桜木梅子 - 娘妙
- 嵐珏松郎 - 細木新之丞
- 久米譲 - 細木年尾
- 沢村春子 - 女賊お銀
- 河部五郎 - 白雲堂
- 大河内伝次郎 - 加納八郎

## 1940年版

### スタッフ・作品データ
- 監督 : 仁科紀彦
- 原作 : 大佛次郎
- 脚本 : 松島三郎
- 撮影 : 吉田清太郎
- 音楽 : 山田志郎
- 製作 : 新興キネマ京都撮影所
- 上映時間（巻数） : 10巻
- フォーマット : 白黒映画 - スタンダードサイズ（1.33:1） - モノラル録音
- 公開日 :  日本 1940年3月14日
- 配給 :  新興キネマ
- 初回興行 : 大阪・朝日座

### キャスト
- 大谷日出夫 - 勤王派の易者白雲堂
- 鈴木澄子 - 女賊白峰のお銀
- 羅門光三郎 - 佐幕派の巨魁加納八郎
- 南条新太郎 - 鬼堂の門弟細木年尾
- 松浦妙子 - 鬼堂の娘お妙
- 荒木忍 - 一刀流指南岩村鬼堂
- 寺島貢 - 年尾の父新之亟
- 光岡竜三郎 - 大庭甚兵衛
- 桜井勇 - 猿の源次
- 三保敦美 - 婆や
- 中邦彦 - 八郎の息子節哉

## 1954年版

### スタッフ・作品データ
- 監督 : 志村敏夫
- 原作 : 大佛次郎
- 脚本 : 松浦健郎
- 撮影 : 栗林実
- 照明 : 田辺憲一
- 美術 : 西七郎
- 録音 : 八島宇一郎
- 音楽 : 山田貴四郎
- 製作 : 宝塚映画製作所
- 上映時間（巻数） : 前篇 87分 / 後篇 96分
- フォーマット : 白黒映画 - スタンダードサイズ（1.33:1） - モノラル録音
- 公開日 :  日本 前篇 1954年12月8日 / 後篇 1954年12月15日
- 配給 :  東宝

### キャスト
- 嵐寛寿郎 - 白雲堂
- 大河内傳次郎 - 加納八郎
- 中川晴彦 - 細木年尾
- 雅章子 - 白峯のお銀
- 扇千景 - 妙
- 南悠子 - 鶴屋のお林
- 長門裕之 - 加納節哉
- 杉山昌三九 - 大庭
- 上田吉二郎 - 猿の源次
- 芝田信 - 釜無の仁三
- 香川良介 - 細木新之亟
- 桜井勇 - 岩村鬼堂
- 嵐三右衛門 - 西郷吉之助
- 澤村國太郎 - 桂小五郎
- 大邦一公 - 坂本龍馬
- 市川男女之助 - 中岡慎太郎
- 河部五郎 - 近藤勇
- 寺島貢 - 宮部鼎蔵

### ビデオソフト
- 1980年頃、東宝ビデオから前篇・後篇に分かれた全2巻のビデオソフト（VHS・β・U規格）が、各5万円（U規格は5万5000円）で発売された[1]。1981年11月にはVHSとβが2巻セット価格3万8000円に値下げされた[2]。
- 1990年代にキネマ倶楽部から前篇・後篇に分かれた全2巻のVHSが発売された。

## 1960年版

### スタッフ・作品データ
- 企画 : 辻野公晴、吉辺恒生
- 監督 : 内出好吉
- 原作 : 大佛次郎
- 脚本 : 結束信二
- 撮影 : 脇武夫
- 照明 : 徳永進
- 美術 : 前田清
- 録音 : 平太郎
- 編集 : 河合勝巳
- 音楽 : 高橋半
- 製作 : 東映京都撮影所
- 上映時間（巻数） : 前篇 73分 / 後篇 70分
- フォーマット : カラー映画 - 東映スコープ（2.35:1） - モノラル録音
- 公開日 :  日本 前篇 1960年4月26日 / 後篇 1960年5月3日
- 配給 :  第二東映

### キャスト
- 里見浩太郎 (里見浩太朗) - 細木年尾
- 近衛十四郎 - 結城一郎太（白雲堂）
- 黒川弥太郎 - 加納八郎
- 原健策 - 細木新之丞
- 北龍二 - 岩村鬼堂
- 中里阿津子 - お妙
- 雪代敬子 - 白峰のお銀
- 藤田佳子 - お林
- 阿部九洲男 - 雲切り竜右衛門
- 本郷秀雄 - 猿の源次
- 国一太郎 - 釜無しの仁三
- 赤木春恵 - お松
- 尾上鯉之助 - 加納節太郎
- 徳大寺伸 - 大庭陣之介
- 小田部通麿 - 間瀬三五郎
- 月形哲之介 - 安藤左内
- 大里健太郎 - 太田七介
- 鈴木金哉 - 田村源兵衛
- 丘郁夫 - 幸兵衛
- 紫ひづる - 豆奴
- 町田栄子 - 豆勇
- 五条恵子 - 小染
- 汐路章 - 石田作兵衛
- 加賀邦男 - 西郷隆盛
- 和崎俊哉 - 宮内貞造
- 加藤浩 - 海堂伊之助
- 嵐歌之介 - 小山高雄
- 末広恵之介 - 三条治房
- 長田健 - 板倉勝重
- 香月凉二 - 所司代役人
- 大浦和子 - お梅
- 尾上華丈 - 与平
- 富己薫 - おさと
- 月笛好子 - お時
- 佐々木松之丞 - 近江屋番頭
- 富永佳代子 - 千草

## ビブリオグラフィ
- 『照る日くもる日』前篇・中篇・後篇、渾大防書房、1926年 - 1927年
- 『大衆文学名作選 5』、平凡社、1935年
- 『照る日くもる日』、玄理社、1948年
- 『大仏次郎集』、日比谷文芸選書、日比谷出版社、1950年
- 『照る日くもる日』、大衆小説名作選、同光社、1956年
- 『照る日くもる日』上巻・下巻、新潮文庫、新潮社、1959年
- 『大佛次郎時代小説全集』第六巻、朝日新聞社、1976年
- 『照る日くもる日』上・下、徳間文庫、徳間書店、1989年 ISBN 4195986826 / ISBN 4195986834
- 『編年体大正文学全集. 第15巻』、ゆまに書房、2003年 - 抄録

## 註
1. ↑  「1981年東宝ビデオ総合カタログ」1981年、東宝株式会社、p15
2. ↑  「ビデオコレクション1982」1981年、東京ニュース通信社、「週刊TVガイド」臨時増刊12月2日号、p80、p156